# 바르샤바 성채

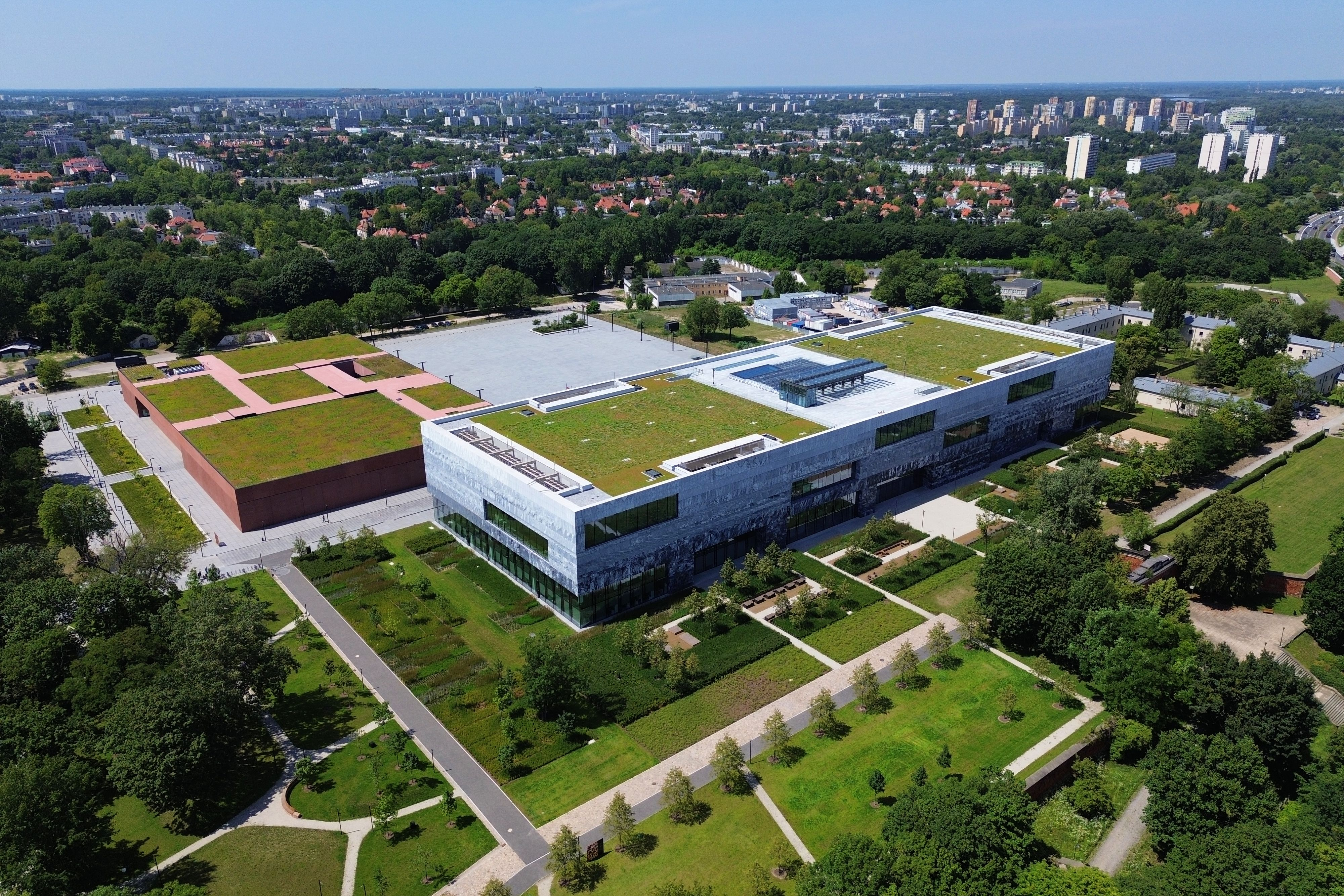
바르샤바 성채의 항공 사진(2024년)으로, 왼쪽은 폴란드 육군 박물관, 오른쪽은 폴란드 역사 박물관이다.

바르샤바 성채(폴란드어: Cytadela Warszawska)는 폴란드 마조프셰주 바르샤바에 있는 19세기 요새다. 1830년 11월 봉기를 진압한 후, 러시아 제국의 도시 통제를 강화하기 위해 니콜라이 1세의 명령에 따라 건설되었다. 1930년대 후반까지 감옥으로 사용되었으며, 특히 바르샤바 성채 제10관이 그렇다. 이 10관은 1963년부터 박물관이 되었다.